# 33 г. пр.н.е.
33 (тридесет и трета) година преди новата ера (пр.н.е.) е обикновена година, започваща в събота, неделя или понеделник, или високосна година, започваща в неделя по юлианския календар.

## Събития

### В Римската република
- Консули на Римската република са Октавиан Август (II път, но само за един ден) и Луций Волкаций Тул. През годината суфектконсули стават Публий Автроний Пет, Луций Флавий, Гай Фонтей Капитон, Марк Ацилий Глабрион, Луций Виниций и Квинт Лароний.
- Октавиан осъжда в реч пред Сената Александрийските дарения на Марк Антоний и се отказва от поста на консул.[1]
- Октавиан ръководи успешна военна кампания в Илирия срещу далматите, които му връщат загубените от Авъл Габиний, през 48 г. пр.н.е., легионерски орли.[1][2]
- Марк Агрипа е назначен за курулен едил и провежда мащабна строителна и културна програма в Рим, която включва изграждането на Аква Юлия и възраждането на Троянските игри (Lusus Troiae).[3][4]
- Марк Антоний се среща с владетеля на Атропатена и негов съюзник Артавазд I при река Аракс.[4] Почти цялата източна армия (16 пълни легиона) на триумвира е съсредоточена в Армения.[4] Антоний окончателно решава да отговори на предизвикателствата на Октавиан по военен път и започва дългия си поход на запад.[1][4]
- В началото на зимата Антоний и Клеопатра VII концетрират силите си при град Ефес.[1]
- 31 декември – изтича вторият мандат на триумвирата.[4]

## В Азия
- На трона на Китай се възкачва император Чен Ди.

## Починали
- Бокх II,[5] цар на Мавретания
- Тиберий Клавдий Нерон, римски политик и баща на император Тиберий (роден 85 г. пр.н.е.)
- Юан Ди, император на Китай от династията Хан (роден 75 г. пр.н.е.)